# Hemerotrecha
Genre
Hemerotrecha est un genre de solifuges de la famille des Eremobatidae.

## Distribution
Les espèces de ce genre se rencontrent aux États-Unis, au Mexique et au Canada.

## Liste des espèces
Selon Solifuges of the World (version 1.0) :
- Hemerotrecha banksi Muma, 1951
- Hemerotrecha bixleri Muma, 1989
- Hemerotrecha branchi Muma, 1951
- Hemerotrecha californica (Banks, 1899)
- Hemerotrecha carsonana Muma, 1989
- Hemerotrecha cazieri Muma, 1986
- Hemerotrecha cornuta Brookhart & Cushing, 2002
- Hemerotrecha delicatula Muma, 1989
- Hemerotrecha denticulata Muma, 1951
- Hemerotrecha elpasoensis Muma, 1962
- Hemerotrecha fruitana Muma, 1951
- Hemerotrecha hanfordana Brookhart & Cushing, 2008
- Hemerotrecha jacintoana Muma, 1962
- Hemerotrecha kaboomi Brookhart & Cushing, 2008
- Hemerotrecha macra Muma, 1951
- Hemerotrecha marathoni Muma, 1962
- Hemerotrecha marginata (Kraepelin, 1911)
- Hemerotrecha maricopana Muma, 1989
- Hemerotrecha milsteadi Muma, 1962
- Hemerotrecha minima Muma, 1951
- Hemerotrecha neotena Muma, 1989
- Hemerotrecha nevadensis Muma, 1951
- Hemerotrecha parva Muma, 1989
- Hemerotrecha prenticei Brookhart & Cushing, 2008
- Hemerotrecha proxima Muma, 1963
- Hemerotrecha pseudotruncata Brookhart & Cushing, 2008
- Hemerotrecha serrata Muma, 1951
- Hemerotrecha sevilleta Brookhart & Cushing, 2002
- Hemerotrecha simplex Muma, 1951
- Hemerotrecha steckleri Muma, 1951
- Hemerotrecha texana Muma, 1951
- Hemerotrecha truncata Muma, 1951
- Hemerotrecha vetteri Brookhart & Cushing, 2008
- Hemerotrecha werneri Muma, 1951
- Hemerotrecha xena Muma, 1951

## Publication originale
- Banks, 1903 : A new genus of Solpugida. Entomological News, vol. 14, p. 78–79 (texte intégral).